# Alfonso Gutiérrez
Pour les articles homonymes, voir Gutiérrez.
Gutiérrez  Gutiérrez est un nom espagnol. Le premier nom de famille, en général paternel, est Gutiérrez ; le second, en général maternel, souvent omis, est Gutiérrez.
Alfonso Gutiérrez (de son nom complet Alfonso Gutiérrez Gutiérrez), né le 17 novembre 1961 à Torrelavega est un coureur cycliste professionnel espagnol. 

## Palmarès

### Palmarès amateur
- 1981
  - Mémorial Etxaniz
  - 2e du championnat d'Espagne sur route amateurs

### Palmarès professionnel
- 1983
  - GP Pascuas
  - 3e étape du Trophée Castille-et-León
  - 5e étape du Tour des Asturies
  - 2ea étape du Tour de Cantabrie
  - 2e du championnat d'Espagne sur route

- 1984
  - 3e étape de la Semaine catalane
  - 2e étape du Tour des vallées minières
  - 1re étape du Tour d'Aragon
  - 1re et 5e étapes du Tour de Galice
  - Clásica de Sabiñánigo
  - 2e étape du Tour de Burgos
  - GP Llodio
  - 2e étape du Tour de Catalogne
  - 2e et 3ea étapes du Tour de La Rioja
  - 2e du Circuit de Getxo

- 1985
  - 1re étape du Tour de Catalogne
  - 3ea étape du Tour de La Rioja
  - 2e du Trofeo Masferrer

- 1986
  -  Champion d'Espagne sur route
  - 7ea étape de Paris-Nice
  - 4e étape du Tour d'Espagne
  - 1re et 4e étapes du Tour de Cantabrie
  - Trophée Castille-et-León :
    - Classement général
    - 4e, 5e et 6e étapes

  - GP Caboalles de Abajo
  - 1re, 2ea, 3e et 5e étapes du Tour de Burgos
  - 6e du championnat du monde sur route

- 1987
  - 6e étape du Tour d'Andalousie
  - Tour d'Espagne :
    -  Classement par points
    - 4e étape

  - 2e et 5eb étapes du Tour de Cantabrie
  - 2e étape du Tour de La Rioja
  - Trophée Castille-et-León :
    - Classement général
    - 4e, 7e et 9e étapes

  - 2e du championnat d'Espagne sur route

- 1988
  - 3e étape du Tour d'Andalousie
  - Clásica de Sabiñánigo
  - 2e étape du Tour de Catalogne
  - 5e étape du Tour de Burgos

- 1989
  - 2e étape du Trophée Castille-et-León
  - 2e et 4e étapes du Trophée Joaquim Agostinho
  - 2e du GP Llodio

- 1990
  - 1re et 5e étapes du Tour de Galice
  - Tour de La Rioja :
    - Classement général
    - 4e étape

  - 2e du Circuit de Getxo

- 1991
  - 2e étape de la Semaine catalane
  - 4e étape du Tour de Catalogne
  - 2e étape du Tour de Galice
  - 3e et 5e étapes du Tour des Asturies
  - 3e du Trophée Castille-et-León

- 1992
  - Trofeo Alcudia
  - Trofeo Manacor
  - 2e étape du Tour des Asturies
  - 2e du Trofeo Palma de Mallorca
  - 2e de la Clásica de Almería
  - 3e de la Clásica de Alcobendas

- 1993
  - Trofeo Alcudia
  - 1re étape du Tour de la Communauté valencienne
  - 3e étape du Tour de Murcie
  - Classement général du Tour d'Aragon
  - 2e étape du Tour d'Espagne
  - 3e étape du Tour de Burgos
  - 3e étape du Trophée Castille-et-León
  - 2e du Trofeo Masferrer
  - 3e du Trophée Luis Puig

- 1994
  - Trofeo Calvia
  - 2e du Trofeo Soller
  - 2e du Trofeo Alcudia
  - 3e du GP Llodio

### Résultats sur les grands tours

#### Tour de France
3 participations
- 1986 : abandon (13e étape)
- 1987 : non-partant (3e étape)
- 1988 : non-partant (14e étape)

#### Tour d'Espagne
7 participations
- 1986 : 103e, vainqueur de la 4e étape
- 1987 : 88e, vainqueur du  classement par points et de la 4e étape
- 1988 : 73e
- 1990 : 86e
- 1991 : 84e
- 1992 : 131e
- 1993 : 89e, vainqueur de la 2e étape

#### Tour d'Italie
1 participation
- 1993 : hors délais (1rea étape)